# Bâlines
Bâlines é uma comuna francesa na região administrativa da Normandia, no departamento de Eure. Estende-se por uma área de 3,73 km². Em 2010 a comuna tinha 580 habitantes (densidade: 155,5 hab./km²).